# Naevius (geslacht)
Naevius is een geslacht van spinnen uit de  familie van de Macrobunidae. 

## Soorten
- Naevius calilegua Compagnucci & Ramírez, 2000
- Naevius manu Brescovit & Bonaldo, 1996
- Naevius varius (Keyserling, 1879)
- Naevius zongo Brescovit & Bonaldo, 1996